# Луиза (Виргиния)
Луиза (англ. Louisa) — город и административный центр округа Луиза  в штате Виргиния США. По данным переписи 2020 года, численность населения составляла 1976 человек.

## Население
| 2000 | 2010  | 2020  |
| ---- | ----- | ----- |
| 1401 | ↗1555 | ↗1987 |